# Fragmen
Fragmen은 말레이시아의 팝 가수 시티 누르할리자의 열일곱 째 정규 앨범이자, 열다섯번 째 말레이어 앨범이다. 2014년 6월 30일 시티 누르할리자 프로덕션을 통해 발매되었다. 말레이시아인과 인도네시아인에 의해 작곡, 작사되었다.

## 수록곡
- Aku
- Jaga Dia Untukku
- Mula Dan Akhir
- Kau Sangat Berarti
- Sanubari
- Terbaik Bagimu
- Warna Dunia
- Membunuh Benci
- Lebih Indah
- Seluruh Cinta
- Galau
- Muara Hati

## 특징
- 2번 트랙 <Jaga Dia Untukku>, 6번 트랙 <Terbaik Bagimu>, 9번 트랙 <Lebih Indah>는 싱글로 발매되었다.
- <Seluruh Cinta>는 2014년 5월 녹음되었고, 동년 10월 20일 라이브를 갖은 뒤 21일 싱글로 발매되었다. 녹음 후 앨범 수록에 대해서는 관망했으며, 이후 수록되지 않다가 싱글로 발매된 동시에 인도네시아 버전의 1번 트랙으로 수록되었다. 이 노래는 인도네시아 가수 차크라 한이 피쳐링했다.
- <Muara Hati>와 <Galau>는 각각 2012년과 2013년에 싱글로 발매되었으며, 이후 수록 예정이었으나, 2014년 6월 30일 디지털 공개시 빠졌다. 운영진 측은 "두 곡은 그저 홍보용이며, 앨범 수록에 적합하지 않다"고 밝혔으며, 이에 따라 앨범에 수록되지 않았다. <Muara Hati>는 하피즈 수입이 피처링했다.